# Honson Chin
Honson Chin (nascido em 12 de janeiro de 1956) é um ex-ciclista olímpico jamaicano. Representou sua nação em dois eventos nos Jogos Olímpicos de Verão de 1972.